# Le Chant des sirènes (album)
Pour les articles homonymes, voir Le Chant des sirènes.
Albums de Orelsan
Perdu d'avance
(2009) Orelsan et Gringe sont les Casseurs Flowters
(2013)
Singles
1. RaelSan
Sortie : 30 mai 2011
2. Double vie
Sortie : 9 juin 2011
3. Plus rien ne m'étonne
Sortie : 25 juillet 2011
4. Suicide social
Sortie : 15 septembre 2011
5. La Terre est ronde
Sortie : 24 décembre 2011
6. Ils sont cools
Sortie : 22 juin 2012
7. Si seul
Sortie : 17 décembre 2012

Le Chant des sirènes est le deuxième album studio du rappeur français Orelsan, sorti en 2011, sous le label 3e bureau.
Raelsan, sorti en mai 2011, sert de premier extrait à l'album. Double vie sort en tant que single promotionnel, avant Plus rien ne m'étonne, qui se classe 45, la semaine du 2 octobre 2011. Le troisième single est Suicide Social, qui est suivi en décembre 2011 par La terre est ronde.
L'album est certifié triple disque de platine.

## Genèse
Après l'album Perdu d'avance en 2009, Orelsan dit s'être « reposé sur [ses] lauriers », « j'ai connu une période de creux. Face à la feuille blanche », il explique :

« Pendant huit-dix mois, je n'ai rien écrit, je me suis voilé la face. Mon premier album était tellement personnel que je ne savais pas comment rebondir et parler d'autre chose. Le premier disque, je l'avais écrit en six ans, alors que là deux ans seulement s'étaient écoulés. Et qu'est ce que j'avais vécu à part une tournée, une polémique et avoir baisé trois groupies ? Je caricature, mais il n'y avait pas de quoi raconter une histoire intéressante. J'ai écrit Le chant des sirènes en mélangeant réalité et fiction, un peu pour me débarrasser de tout ça. Au final ça m'a aidé. »

L'album s'appelle Le Chant des Sirènes, car il est « à un âge et dans une époque où il y a beaucoup de tentations, beaucoup d'addictions, bien plus qu'à l'époque de nos grands parents. Tous mes morceaux en parlent », explique Orelsan. Il explique également le nom de l'album de cette façon : 

« C’est facile, Facebook et Twitter, quand tu es un peu connu, que tu ne vas pas bien, tu le dis, et des mecs que tu ne connais même pas viennent te remonter le moral. C’est aussi pour ça que j’ai appelé mon album Le Chant des sirènes, par rapport à ce truc de tentation que créent les réseaux sociaux. »

## Composition
L'album traite de « ce qui s'était passé dans la vie d'Orelsan depuis le premier album ». « J'ai fait une tournée, l'entrée dans le "show biz "... », explique-il. Il explique s'être « infligé une discipline de travail », « j'ai bossé. Je ne suis pas sorti. (...) Je n'ai pas vu mes potes pendant quelque temps. Je me suis isolé à la campagne pendant une semaine. L'écriture pour moi, ça n'est pas un truc simple, ni naturel. Faut que je force. Ça ne vient pas tout seul. La première étape c'est de savoir de quoi je vais parler. Une fois le sujet trouvé, il faut que je détermine ce que je vais dire et enfin trouver les rimes. Je ne peux pas le faire en dilettante. Sur mon premier album, j'ai fait certaines chansons rapidement comme Soirée ratée, mais c'est rare. Sur cet album, j'ai été plus exigeant, plus ambitieux » explique-il.

« Je ne savais plus de quoi parler. Dans mon premier album, je racontais ma vie depuis dix ans, et là je n'avais presque rien vécu : j'avais fait une tournée, provoqué une polémique et baisé trois groupies (rires). Sur le premier album, j'ai écrit quatorze chansons et rien retouché. Là, j'ai jeté une trentaine de chansons à la poubelle avant de trouver ce mix entre le rap et le chant, ce mix entre moi et pas moi. J'ai aussi introduit davantage de fiction, chose que je n'aurais pas assumée avant. Je me suis enfermé chez moi, je partais en vacances tout seul. J'étais parfois très déprimé. »

— Orelsan
La chanson Le Chant des sirènes « a été un point de rupture » explique Orelsan, « j'avais déjà réalisé le début de l'album. Le Chant des sirènes m'a aidé à partir sur la fin car cela parle de la réalité mélangée à la fiction. Je me suis dit: « C'est pas mal de sortir un peu de moi, de rajouter un peu de fiction ». Auparavant je pouvais rester 10 heures devant une feuille blanche à me demander, « Qu'est ce que je vais faire ? ». Maintenant, je n'hésite pas à lire un bouquin, à regarder un film sans avoir l'impression de voler quelque chose à quelqu'un. Je prends juste des impressions. Je n'hésite pas à appeler un pote, à lui demander ce qu'il fait. Et dans ma tête, je fais une sorte d'interview pour trouver de l'inspiration. Avant, j'avais une sorte d'égo. Il fallait que j'invente tout ».
Pour la chanson La Petite Marchande de porte-clefs, un morceau qui « traînait depuis longtemps », « c'est parti d'une instru' que j'avais réalisé. J'en fais mais elles atterrissent rarement sur mes disques. J'avais samplé un truc chinois. Je ne savais pas trop quoi raconter dessus. Je suis tombé sur un reportage sur l'après Jeux olympiques de Pékin et sur ce qui était arrivé aux gens là-bas, les personnes qui avaient été exploitées. J'ai aussi vu un sujet sur les kidnappings d'enfants en Chine. J'ai imaginé le destin d'une fille de mon âge qui aurait vécu tout ça. J'ai fait quelques recherches. Bon, je ne suis pas non plus allé à la bibliothèque. J'ai lu des articles sur la politique de l'enfant unique en Chine, les Chinois à Paris. J'ai essayé d'en faire une fiction crédible, sans que cela soit gonflant et trop factuel. J'en ai fait quelque chose de triste et d'un peu méchant sur ces gens que l'on croise parfois dans le métro sans savoir d'où ils viennent », explique le rappeur. La mélodie chantée par le personnage de la vendeuse de port-clefs est inspirée du chant folklorique australien Waltzing Matilda: la mélodie est identique, à une transposition près.
Pour le titre 1990 qui au départ s'appelait Dans les années 1990, il a « voulu essayer d'écrire un morceau aujourd'hui avec les références de l'époque », il explique que « ces derniers temps, il y a une tendance à un retour au rap de ces années là ».
Pour la chanson Suicide Social, Orelsan explique :

« Suicide social, c'est vraiment une série de clichés. J'aurais pu faire durer la chanson 4 minutes de plus. Pour moi parler des gens en tant que groupes, en tant que classes sociales, en tant que couches, c'est de la connerie. Cette chanson elle est à prendre comme un exemple de ce qu'il ne faut pas faire. C'est marrant, parce que certains commentaires disent : « Il a tout compris sauf quand il parle de ci ou de ça ». Mais ce sont des clichés. »

— Orelsan
Il poursuit sur le fait qu'« il va y avoir des réactions. Mais je ne polémiquerai pas, je ne réagirai pas. J'aimerais que les gens discutent entre eux. C'est juste une chanson. Quand j'ai commencé à l'écrire, ça m'a fait penser au film La 25e Heure de Spike Lee. Dans une scène Edward Norton s'en prend à toutes les catégories sociales de New York, sauf qu'il est plus violent que moi. Et à la fin, il se dit si je m'énerve contre eux, c'est parce que je suis énervé contre moi. Mon personnage, lui, à la fin de la chanson se suicide. Personne ne s'est jamais offensé contre la scène du film de Spike Lee. Pourquoi faudrait-il s'offusquer de la mienne ? Non seulement, c'est de la fiction, mais ce n'est même pas un point de vue ».

## Pochette
La pochette représente Orelsan sous une pluie d'étincelles, regardant vers vous. Il porte un masque sur les yeux et ses vêtements sont brûlés. Dans le fond, on distingue la façade d'un bâtiment. La pochette est en fait un livret contenant les paroles des chansons Raelsan, Le chant des sirènes, Si seul et Suicide social.
Le CD est totalement noir excepté, écrit en petit en bas : ORELSAN LE CHANT DES SIRÈNES. Au dos de la boîte, on peut voir un profil d'Orelsan devant des bâtiments et des voitures brûlées au-dessous desquels est inscrit le nom de chaque piste du CD précédée de son numéro.

## Accueil

### Critique
Pour Éric Mandel du Journal du dimanche, Orelsan « enfonce le clou avec une chanson époustouflante : Suicide social », il poursuit, « il alterne humour trash et questionnements existentiels, hommage au rap des origines et art du "storytelling" ». Pour le blog musical Goûte Mes Disques, « Le Chant des sirènes apparaît en clair-obscur : un disque ponctué par quelques éclairs de génie et, malheureusement, aussi par plusieurs titres que l'on pourrait qualifier de plutôt ordinaires ». Pour Thierry Cadet de Pure Charts, Le Chant des sirènes est un album « écrit au vitriol, n'épargnant personne ». Toujours selon lui, « le titre » de l'album est « comme une satyre [sic] de notre époque et des jeunes générations ».
Pour Désinvolt, depuis la sortie du premier album, « le temps a fait son travail, l’artiste lui a pris de l’âge et sur Le Chant des sirènes, les thèmes abordés deviennent plus personnels, plus réfléchis, l’évolution est assumée jusqu’au bout et finalement c’est toute son œuvre qui gagne en profondeur ».
Le 3 mars 2012, l'album remporte la victoire de la musique du meilleur album de musiques urbaines.

### Commercial
L'album est entré à la troisième place du top album français avec 15 529 albums vendus en une semaine. Un score sensiblement plus élevé que celui de son premier disque, Perdu d'avance, qui était entré 20e avec 3365 ventes. La deuxième semaine, Le Chant des sirènes perd huit places et se retrouve onzième avec 4668 exemplaires vendus. Un mois après la sortie, l'album est certifié disque d'or (50 000 disques vendus). Six mois après sa sortie, l'album s'est vendu à 70 000 exemplaires.
En février 2018, plusieurs mois après la sortie de son troisième album La fête est finie, Le Chant des sirènes est certifié double disque de platine, soit 200 000 ventes.

## Liste des titres
| 1.          | RaelSan                            | Skread & Dany Synthé              | 4 min 15 s |
| 2.          | Le Chant des sirènes               | Skread                            | 5 min 47 s |
| 3.          | Plus rien ne m'étonne              | Skread                            | 3 min 38 s |
| 4.          | Mauvaise Idée                      | Broad Rush                        | 3 min 20 s |
| 5.          | Double Vie                         | Skread                            | 3 min 58 s |
| 6.          | Finir mal                          | Skread                            | 4 min 48 s |
| 7.          | Si seul                            | Skread                            | 4 min 07 s |
| 8.          | Des trous dans la tête             | Skread                            | 4 min 01 s |
| 9.          | La Petite Marchande de porte-clefs | Marc Chouarain, Aurélien Cotentin | 4 min 16 s |
| 10.         | La Terre est ronde                 | Frédéric Savio                    | 3 min 39 s |
| 11.         | 1990                               | Skread                            | 1 min 38 s |
| 12.         | 2010                               | Skread                            | 2 min 44 s |
| 13.         | La Morale                          | Skread, Félipé Saldivia           | 4 min 03 s |
| 14.         | Ils sont cools (featuring Gringe)  | Cookin' Soul                      | 3 min 37 s |
| 15.         | Suicide social                     | Skread                            | 5 min 41 s |
| 16.         | Elle viendra quand même            | Skread                            | 3 min 22 s |
| 62 min 54 s |                                    |                                   |            |

## Clips
| Titre                 | Réalisateur      | Vues                                       | Date de sortie    |
| --------------------- | ---------------- | ------------------------------------------ | ----------------- |
| Raelsan               | David Tomaszewki | 11 984 000 (Youtube) 938 000 (Dailymotion) | 29 mai 2011       |
| 1990                  | David Tomaszewki | 1 952 000 (Youtube) 322 000 (Dailymotion)  | 31 août 2011      |
| Suicide social        | Fulldawa Prod    | 38 572 000 (Youtube) 308 000 (Dailymotion) | 12 septembre 2011 |
| Plus rien ne m'étonne | David Tomaszewki | 22 280 000 (Youtube) 324 000 (Dailymotion) | 26 septembre 2011 |
| La Terre est ronde    | Clément Cotentin | 37 504 000 (Youtube) 45 000 (Dailymotion)  | 28 décembre 2011  |
| Ils sont cools        | David Tomaszewki | 28 234 000 (Youtube) 106 000 (Dailymotion) | 22 juin 2012      |
| Si seul               | David Tomaszewki | 33 563 000 (Youtube) 67 000 (Dailymotion)  | 17 décembre 2012  |

## Classements hebdomadaires
| Classements (2011)           | Meilleure position |
| ---------------------------- | ------------------ |
| Belgique (Wallonie Ultratop) | 10                 |
| France (SNEP)                | 3                  |
| Suisse (Schweizer Hitparade) | 32                 |